# Alt Zaucher Mühle

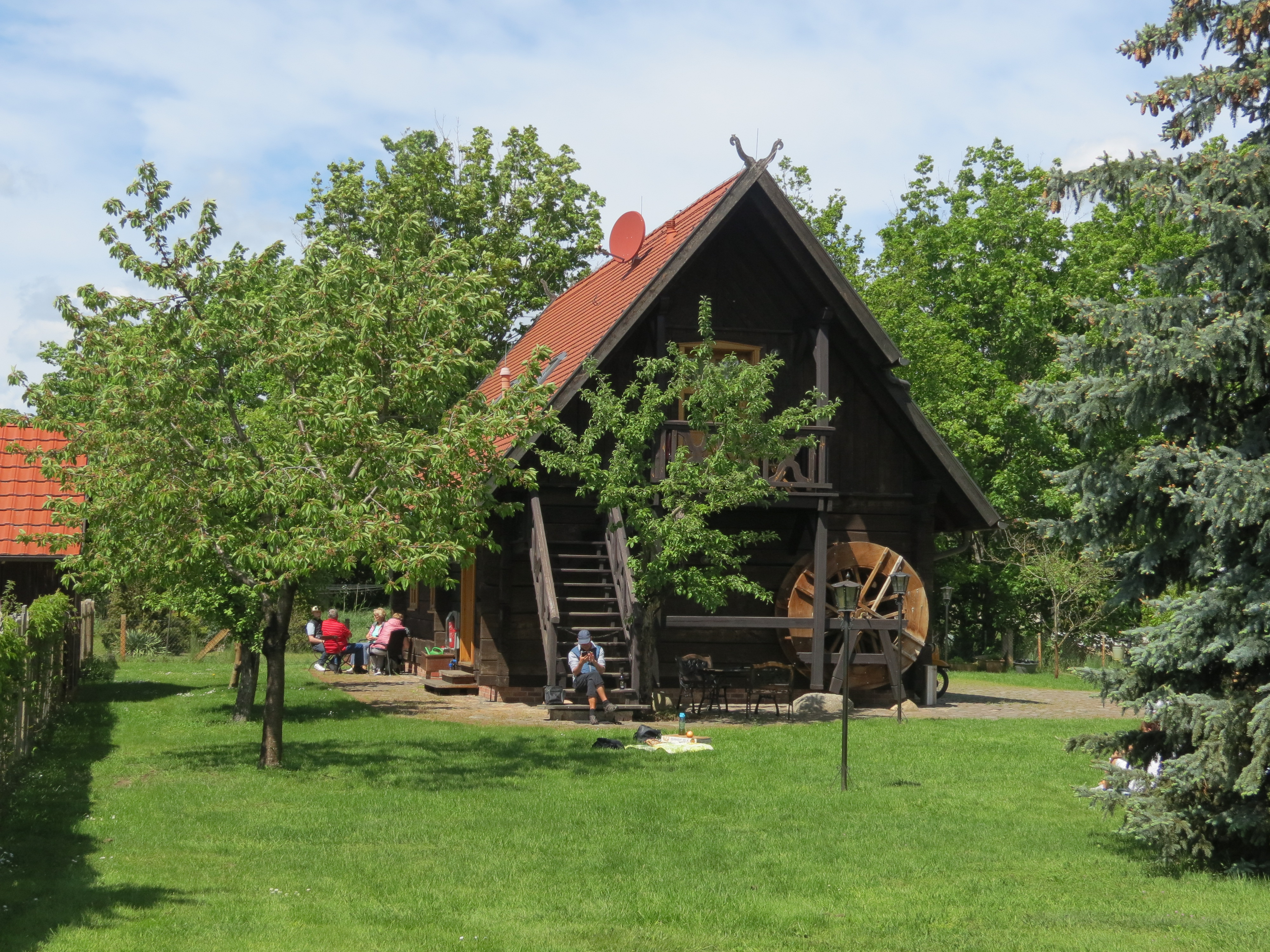
Alt Zaucher Mühle, Gebäude mit Mühlrad

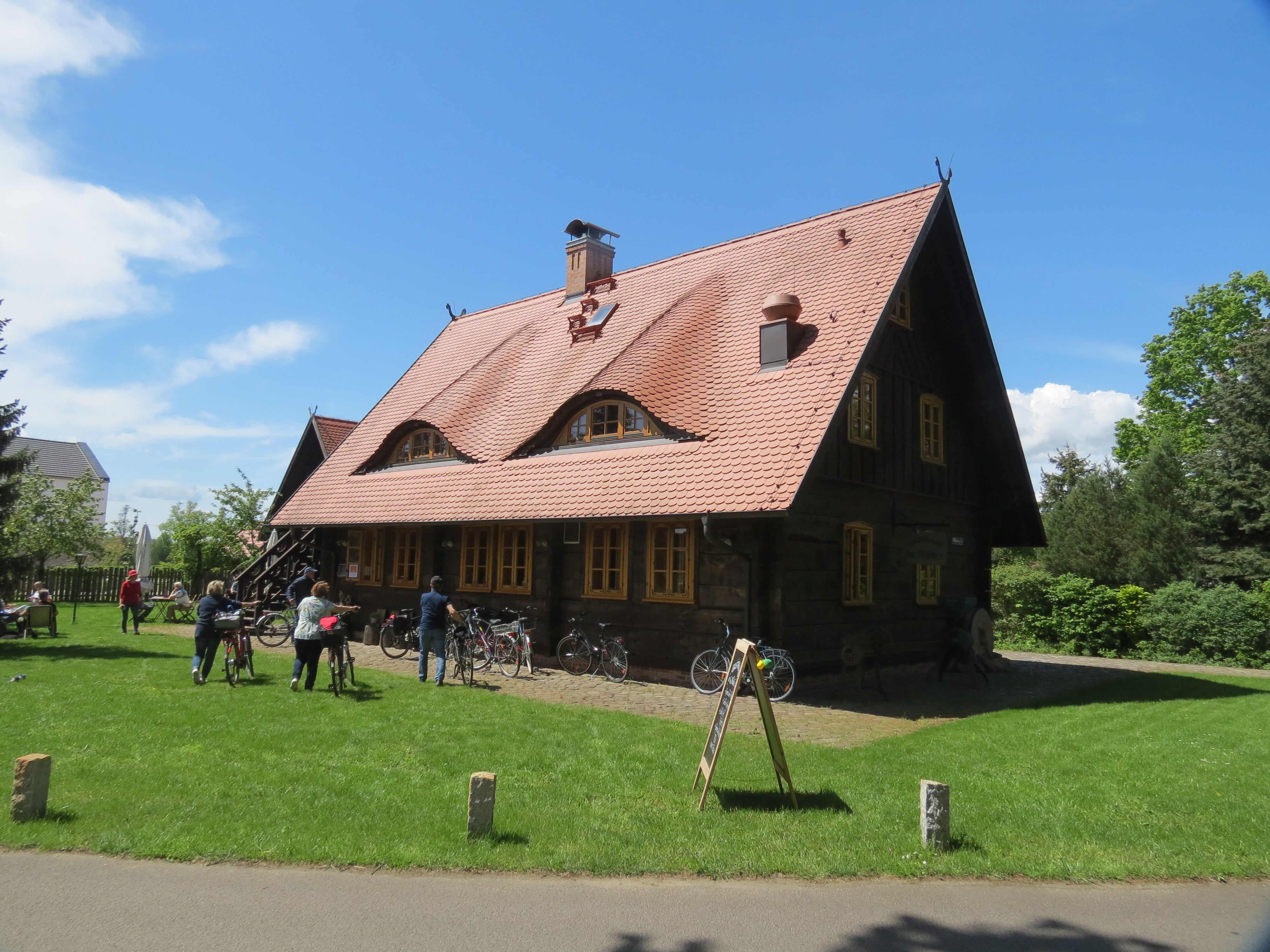
Alt Zaucher Mühle, Gaststätte

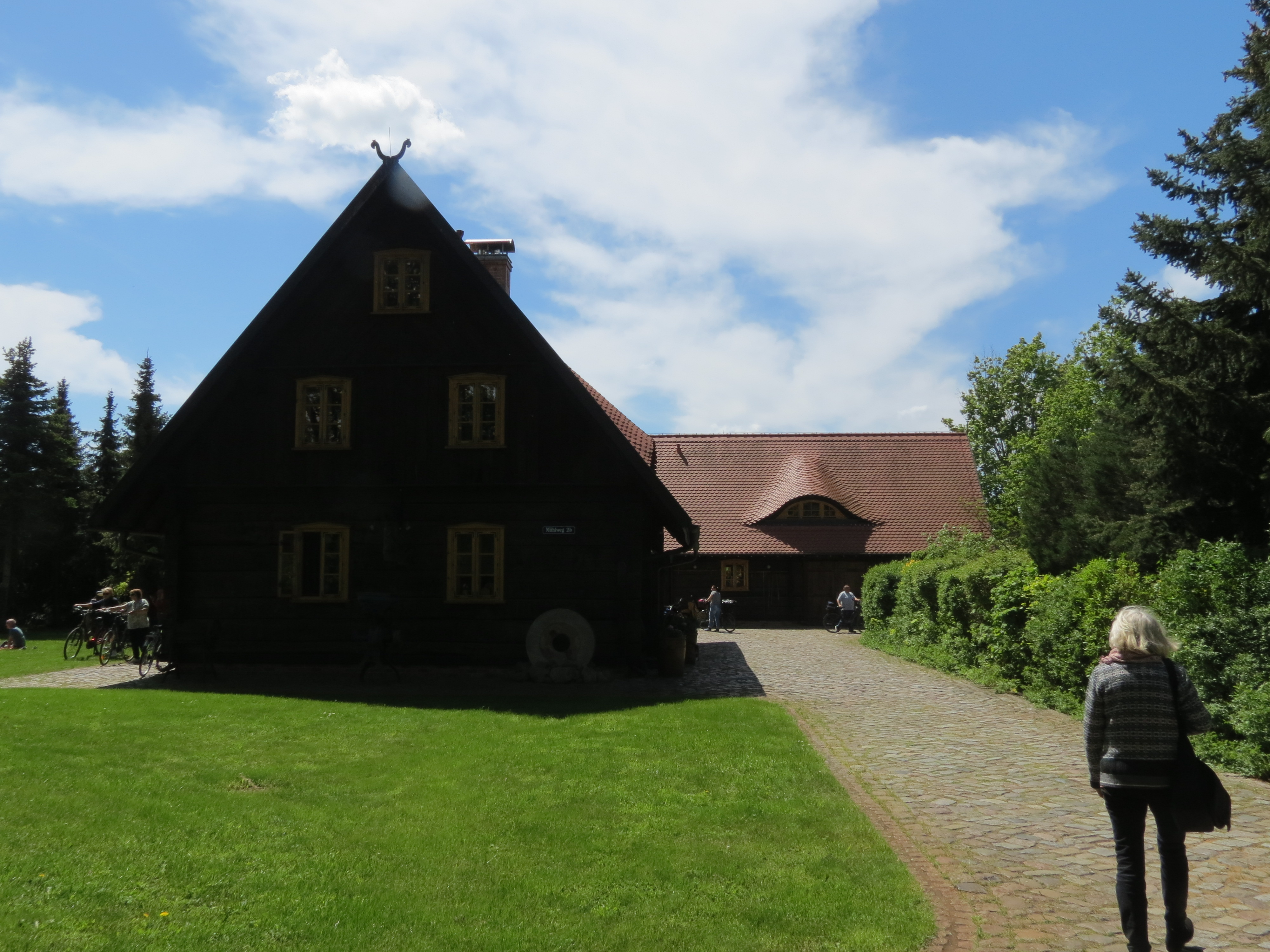
Alt Zaucher Mühle, Gaststättenbäude mit Scheune

Alt Zaucher Mühle (niedersorbisch Staroniwojski młyn) ist ein Wohnplatz im Ortsteil Alt Zauche der Gemeinde Alt Zauche-Wußwerk im Landkreis Dahme-Spreewald (Brandenburg). Der Wohnplatz geht auf eine Wassermühle zurück, die 1644 erstmals nachgewiesen ist und deren Betrieb um/nach 1912 eingestellt wurde. Danach wurden die Gebäude als Forsthaus, später als Jugendherberge genutzt.

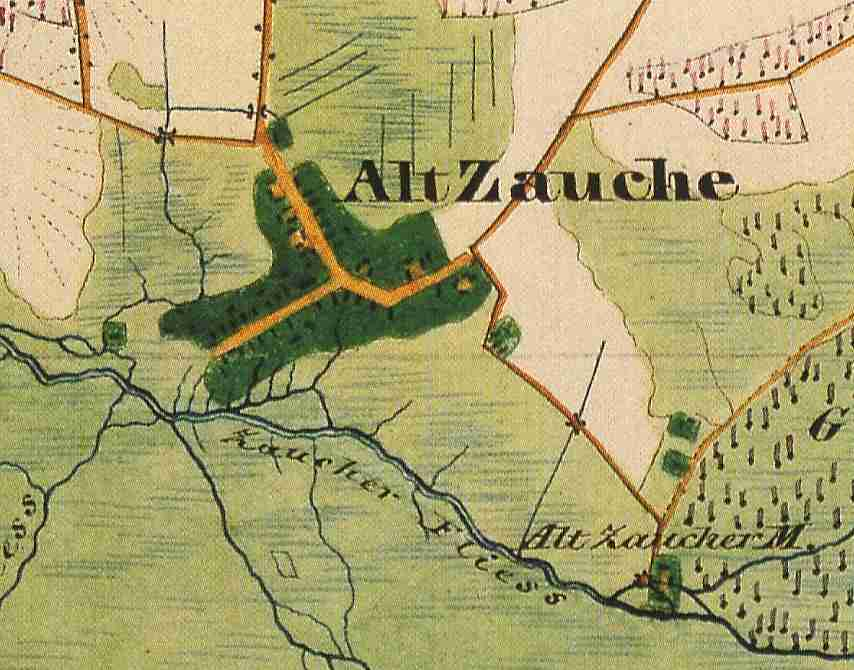
Alt Zauche auf dem Urmesstischblatt 4050 Straupitz von 1846

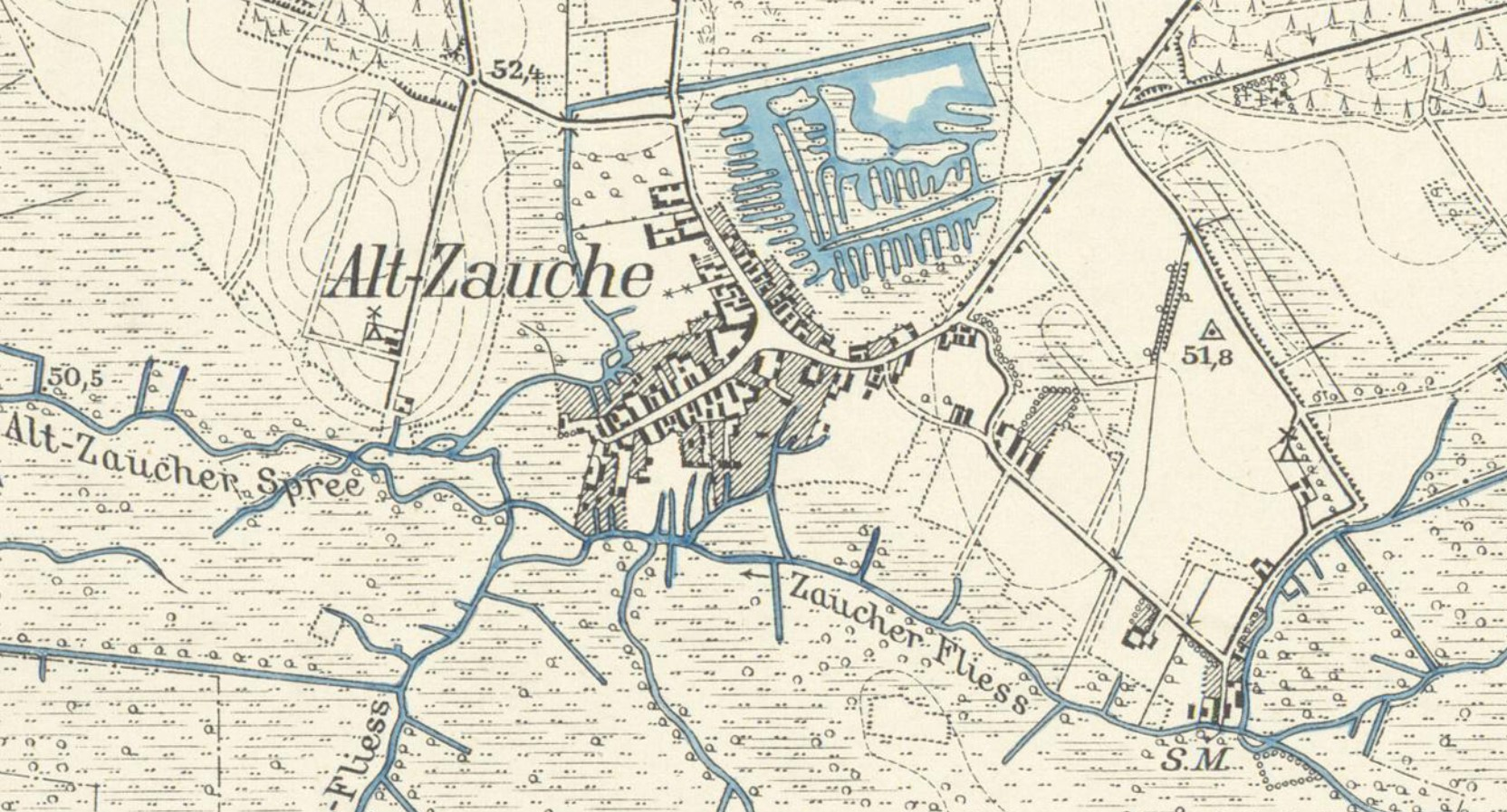
lt Zauche, Ausschnitt aus dem Messtischblatt 4050 Straupitz von 1903 (Aufnahme 1901), mit den Standorten der beiden Windmühlen

## Lage
Die Wassermühle lag ursprünglich rund 900 Meter südöstlich vom Ortskern von Alt Zauche. Der Wohnplatz ist inzwischen durch Bebauung im 20./21. Jahrhundert vor allem entlang des Mühlwegs fast mit dem Ortskern zusammengewachsen. Die Wassermühle wurde durch die Grobla oder Graues Fließ sowie durch ein weiteres von Nordosten kommendes Fließ, das im Urmesstischblatt Gata-Fliess genannt ist, angetrieben. Durch spätere wasserbauliche Maßnahmen zum Hochwasserschutz endet heute die Groba bzw. das Graue Fließ blind, das Gata-Fliess ist völlig verschwunden und eingeebnet.
Die Alt Zaucher Mühle gehört heute als Wohnplatz zum Ortsteil Alt Zauche der dem Amt Lieberose/Oberspreewald angehörenden Gemeinde Alt Zauche-Wußwerk.

## Geschichte der Wassermühle
Die Wassermühle wurde wohl nach dem Dreißigjährigen Krieg errichtet, jedenfalls liegen erste Nachweise von 1644 vor. Ein Mühlenmeister Paul Müller zu Alt Zauche musste 1677 um Erlass seiner schuldigen Pacht bitten. Die Gründe für die wirtschaftlichen Schwierigkeiten in einer Zeit deutlich nach dem Dreißigjährigen Krieg sind nicht bekannt.
1790 klagte der Alt Zaucher Müller Christian Schötz gegen seinen Müllerkollegen Martin Kano zu Neu Zauche, weil dieser ein Fischwehr angelegt hatte. Es handelte sich bei dieser Mühle um die Kannomühle, die weiter oberhalb am Groblafließ stand. Kaum war dieser Streit beigelegt, klagte Christian Schötz erneut gegen seinen Berufskollegen. Dieses Mal ging es um einen strittigen Wassergraben. 1800 klagten nun die beiden ehemaligen Streithähne gemeinsam gegen die Bewohner der Amtsdörfer Neu Zauche, Alt Zauche, Wußwerk, Sacrow und Caminchen, weil sie gegen den Mahlzwang in ihren Mühlen verstoßen hatten.
1820 werden nun eine Wassermühle und eine Windmühle in Alt Zauche genannt. Es gab zwei Feuerstellen mit sechs Bewohnern. Wasser- und Windmühle werden 1844 erneut genannt, nun allerdings nicht mehr mit vom Kernort Alt Zauche separaten Einwohnerzahlen.
1851 wurden die auf dem Mundschen Mühlengrundstück zu Alt Zauche haftenden Reallasten abgelöst. 1857 beabsichtigte der Besitzer der Wassermühle Johann Ferdinand Staerke zur Unterstützung seiner Wassermühle einen Dampfkessel einzubauen. Riehl und Scheu nennen für 1861 als Besitzer der Alt Zaucher Wasser- und Windmühle (!) ebenfalls einen Mühlenmeister namens (Johann Ferdinand) Staerke/Stärke.
Laut dem Topographisch-statistischen Handbuch des Regierungs-Bezirks Frankfurt a. O. von 1867 hatte der Wohnplatz Alt Zaucher (Wasser-)Mühle 17 Einwohner, die in einem Wohngebäude lebten. Das Werk Die Gemeinden und Gutsbezirke des Preussischen Staates und ihre Bevölkerung von 1873 gibt dagegen aber an, dass im Wohnplatz Alt Zaucher Mühle drei Wohngebäude standen; insgesamt soll der Wohnplatz 53 Einwohner gehabt haben. Die Zahlen sind im Zusammenhang mit den anderen Daten wenig glaubwürdig. 1903 war die Alt Zaucher Wassermühle als Sägemühle in Betrieb (vgl. Messtischblatt 4050 Straupitz von 1903).
1912 kaufte die Preußische Forstverwaltung das Mühlenanwesen. Der Mühlenstau hatte die benachbarten Wälder geschädigt. Durch wasserbauliche Maßnahmen zum Hochwasserschutz fiel außerdem das Groba-Fließ weitgehend trocken; ein Betrieb war also auch aufgrund dieser Einschränkung nicht mehr möglich. Die Mühlengebäude wurden in den 1920er Jahren zur Jugendherberge umgebaut. In der Ausgabe des Messtischblattes 4050 Straupitz von 1945 ist die Jugendherberge verzeichnet. Während des 2. Weltkriegs wurden die Gebäude (ab 1940) als Kriegsgefangenenunterkunft genutzt. Nach 1945 wohnten in den Gebäuden Forstarbeiter. Seit 1983 ist die ehemalige Mühle in Privatbesitz. Die heutigen Gebäude sind Neubauten von 2006/08. Die äußeren Schalen aus Holz im Spreewälder Holzbaustil umkleiden allerdings Steinbauten. Das Hauptgebäude ist heute eine Gaststätte; der Gurken-Radweg führt daran vorbei.

## Die Alt Zaucher Windmühlen
1820 wird erstmals auch eine Windmühle in Alt Zauche genannt. Wann genau die Windmühle errichtet wurde, ließ sich bisher nicht ermitteln. Auch der Standort dieser ersten Windmühle ist nicht sicher bekannt. Sie ist leider nicht im Urmesstischblatt Nr. 4050 Straupitz von 1846 verzeichnet. 1864 standen in Alt Zauche zwei Windmühlen, sehr wahrscheinlich Bockwindmühlen, zusätzlich zur Wassermühle. Die eine Windmühle stand knapp 400 Meter nordnordöstlich der Wassermühle (Lage:), die zweite Windmühle stand westlich des Ortes (Lage:). Sehr wahrscheinlich handelt es sich bei der östlichen Windmühle um die erste Windmühle am Ort, denn sie war kombiniert mit der Wassermühle, d. h. sie hatte den denselben Besitzer.
1856 sollte das dem verstorbenen Windmüller August Kunsch gehörende, im Dorf Alt Zauche gelegene Wohnhaus nebst der Bockwindmühle, geschätzt auf 1258 Taler 5 Groschen, an den Meistbietenden verkauft werden. 1861 sollte das dem Mühlenbesitzer Karl Friedrich Kalka gehörende Büdnerhaus in Alt Zauche versteigert werden. Er konnte die Versteigerung anscheinend im letzten Moment noch abwenden. Er dürfte der Nachfolger auf der westlichen Windmühle gewesen sein. 1875 schlug der Blitz in die Bockwindmühle des Alt Zaucher Mühlenbesitzers W. Frindt ein und verursachte einen Schaden, der auf 2056 Taler geschätzt wurde. Der Schaden war aber durch die Versicherungssumme in Höhe von 3000 Taler gedeckt.
Beide Windmühlen sind noch auf dem Messtischblatt Nr. 4050 Straupitz von 1945 eingezeichnet. Im Einwohnerbuch für den Kreis Lübben von 1929/30 sind aber beide Mühlen(besitzer) nicht (mehr) aufgeführt.  Auch der Klockhaus listet keine Mühlen, die mit den beiden Alt Zaucher Bockwindmühlen identisch gewesen sein könnten. Wann die beiden Alt Zaucher Windmühlen abgebrochen wurden, ließ sich bisher noch nicht ermitteln.